# La casa de los Martínez (película)
La casa de los Martínez es una película española de comedia estrenada en 1971 escrita por Romano Villalba y Agustín Navarro y dirigida por este último. Se trata de una versión cinematográfica de la célebre serie/programa de televisión La casa de los Martínez, que había finalizado un año antes.
Esta película puede servir de documento de lo que fue la serie-programa original pues, según algunas fuentes, en un incendio de los archivos de Televisión española se perdió casi todo el material sobre la serie. Tan sólo se conservan unos breves fragmentos. 
Algunos de los protagonistas, no consideran que sea un fiel reflejo de la serie original y del espíritu de la familia Martínez, pues además de cambios en el decorado y que se rodó en color, las tramas no se adaptaban a la esencia de los personajes y su estructura de encadenar tantos cameos de famosos empobreció el desarrollo de un guion más coherente con el material original. 

## Sinopsis
Los Martínez están muy contentos, ya que varios de los miembros de la familia van a participar en la grabación de unos programas de televisión en su propio domicilio. Pero el señor Martínez (Carlos Muñoz) ve con fastidio las atenciones de la que es objeto su esposa Carmen (Julia Martínez) por parte del director de la serie (Ricardo Merino) y además todo se complica cuando la suegra, Olga Pompeyo (Mari Carmen Prendes), una famosa ex-actriz, se decide a publicar un escandaloso libro de memorias. 
Mientras tanto, las Parrondo, tía y sobrina, (Rafaela Aparicio y Florinda Chico) están participando en la organización de un congreso de asistentas del hogar. 
Por su parte, el cuñado (Pepe Rubio) anda ocupado en sus quehaceres: esta vez enseñando la ciudad y las costumbres a Anita Robert (Gela Geisler), una belleza extranjera venida del norte.

## Reparto
- Julia Martínez como Carmen, la madre
- Carlos Muñoz como Enrique Martínez, el padre
- Eduardo Coutelenq como Quique (hijo)
- Isabel María Pérez como Carmencita (hija)
- Mari Carmen Prendes como Olga Pompeyo
- Pepe Rubio como Pepe, el cuñado
- Mari Carmen Yepes como la prima Pilar
- Rafaela Aparicio como Rafaela, la tía Parrondo
- Florinda Chico como Florinda, la sobrina Parrondo
- Fernanda Hurtado y Teresa Hurtado
- Laly Soldevila
- Ricardo Merino
- Alfonso del Real
- Luis Sánchez Polack
- José Luis Coll
- Gracita Morales
- María Isbert
- Emilio Alonso
- Isabel Pallarés
- Carmen Martínez Sierra
- Margot Cottens
- Dyanik Zurakowska
- Ángel Aranda
- Gela Geisler
- Tota Alba
- Paco Valladares
- Manolo Codeso Ruiz
- Juanjo Menéndez
- Ángel de Andrés
- Maruja Recio
- Teresa Gisbert
- Blanca María Guete
- Simón Andreu
- Patricia Nígel
- David Areu
- José Antonio Silva
- Pepe Martín
- Julio Camarero
- Miguel de los Santos

- Aparecen también pequeños cameos de artistas y famosos, la mayoría haciendo más o menos de sí mismos con un breve texto. Por ejemplo:
- Concha Velasco y Josele Román, Manolo Gómez Bur y su pareja, Tony Leblanc y su numerosa familia, Manolo Escobar y su pareja Ana Marx Schiffer; Lucero Tena, Sara Montiel, Estrellita Castro, Mary Santpere, Pedro Chicote, Niní Montiám, Ángel Losada, Torrebruno, Juan Erasmo "Mochi", Tico Medina, Matía Prats, Massiel, Marisa Medina, Alfonso Santisteban, Natalia Figueroa, Alfredo Amestoy, etc.